# 칠곡 선봉사 대각국사비
칠곡 선봉사 대각국사비(漆谷 僊鳳寺 大覺國師碑)는 대한민국 경상북도 칠곡군 선봉사에 있는, 고려시대의 비석이다. 1963년 1월 21일 대한민국의 보물 제251호로 지정되었다.

## 개요
천태교를 수립한 대각국사(1055∼1101))의 공적을 기리기 위해 세운 석비이다. 대각국사는 교장도감을 설치하고 중국 송나라와 일본의 서적을 교정·간행하여 『속장경』을 완성한 승려로, 교종과 선종을 통합하여 고려 불교의 융합을 실현하였다.
비의 형태는 네모난 받침돌 위에 비몸을 세우고 지붕돌은 얹은 모습으로, 받침돌에는 연꽃무늬를 새기고 지붕돌에는 덩굴무늬를 새겼다. 비문에는 대각국사가 문종의 넷째 아들로서 어머니는 인예대후이며, 자는 의천이라는 것과 천태교를 확립하는 과정 및 가르침 등이 실려있다.
고려 인종 10년(1132)에 세웠으며, 비문은 임존(林存)이 짓고, 승려 인(麟)이 썼다. 비문의 글씨는 가로획이 가늘고 세로획이 굵은 독특한 필체이다. 필력은 힘차고 짜임새는 가지런하다.

## 같이 보기
- 선봉사

## 참고 자료
- 칠곡 선봉사 대각국사비 - 국가유산청 국가유산포털